# Ignaz Weißmüller
Ignaz Weißmüller (* 9. Juli 1811 in Fulda; † 20. Juni 1862 ebenda) war ein deutscher Politiker und Oberbürgermeister der Stadt Fulda.

## Leben
Ignaz Weißmüller besuchte das Domgymnasium Fulda bis zur Obertertia und schlug eine Beamtenlaufbahn bei der Stadtverwaltung Fulda ein, wo er zunächst als Hilfsschreiber eingesetzt wurde.
1839 war er kommissarisch Leiter der Stadtpolizei-Verwaltung. Ihm unterstanden ein Expedient sowie ein Wachtmeister, vier Sergeanten und ein Marktmeister.
Bevor er 1849 in den Rang eines Polizeikommissars befördert wurde, war er Leiter der Kanzlei mit der Amtsbezeichnung Stadtexpedient.
1853 erhielt er die Ernennung zum Stadtsekretär.
Nach dem plötzlichen Tod des Oberbürgermeisters Daniel Mackenrodt, der am 31. Mai 1859 während einer Sitzung im Rathaus infolge eines Schlaganfalls verstarb, wurde Weißmüller am 15. Juli 1859 zu dessen Nachfolger gewählt. Er blieb bis zu seinem Tod im Amt.
1859 heiratete er, nachdem seine ersten beiden Frauen Elisabeth Wolf († 1854)  und Margarethe Linz († 1858) verstorben waren, Katharina Mackenrodt, Tochter des Daniel Mackenrodt.